# ГЕС Nam Phay
ГЕС Nam Phay — гідроелектростанція у північному-західній частині Лаосу. Використовує ресурс із річки Nam Phay, правої притоки Нам-Нгум, яка в свою чергу є лівою притокою Меконгу (впадає до Південно-Китайського моря на узбережжі В'єтнаму).
У межах проекту річку перекрили кам'яно-накидною греблею з бетонним облицюванням висотою 97 метрів та довжиною 226 метрів. Вона утримує водосховище з площею поверхні 8,92 км2, в якому припустиме коливання рівня поверхні між позначками 1120 та 1143 метри НРМ.
Зі сховища через дериваційний тунель завдовжки 7,2 км та напірний водовід довжиною 1,5 км ресурс подається до машинного залу, розташованого на березі однієї з заток резервуару ГЕС Нам-Нгум 2. Основне обладнання станції становлять дві турбіни типу Пелтон потужністю по 43 МВт, які при напорі від 694 до 735 метрів забезпечують виробництво 430 млн кВт-год електроенергії на рік.
Видача продукції відбувається по ЛЕП, розрахованій на роботу під напругою 115 кВ.
Проект, введений в експлуатацію у 2018 році, реалізували китайська Norinco International Cooperation (Norinco, 85 %) та місцева державна Electricite du Lao (15 %).